# Miesięcznik popularnonaukowy Sonda
Sonda – pierwszy ogólnopolski miesięcznik popularnonaukowy tworzony w całości przez studentów Politechniki Warszawskiej, Szkoły Głównej Handlowej oraz Uniwersytetu Warszawskiego. Na łamach Sondy zamieszczane są artykuły promujące przede wszystkim naukę, technikę oraz przedsiębiorczość. Redaktorem naczelnym Sondy jest Tomasz Surynowicz. Pierwszy numer miesięcznika ukazał się 27 kwietnia 2009 r. Elektroniczną wersję pisma bezpłatnie można było pobierać ze strony internetowej.

## Program telewizyjny Sonda
Magazyn Sonda bezpośrednio nawiązuje swoim tytułem do tradycji programu telewizyjnego Sonda nadawanego przez Telewizję Polską w latach (1977–1989).